# Брік Андрій Васильович
Андрі́й Васи́льович Брі́к (нар. 14 липня 1987 — 8 червня 2015) — старший солдат Збройних сил України.

## Життєпис
Народився в селі Дермань Друга, Здолбунівський район. Закінчив Дерманський НВК «Загальноосвітня школа І ступеня–гімназія».
5 лютого 2015 року як доброволець призваний за мобілізацією, старший солдат, снайпер-розвідник, 130-й окремий розвідувальний батальйон.
8 червня 2015-го загинув опівночі поблизу села Гречишкине Новоайдарського району у бойовому зіткненні розвідувальної групи з ДРГ терористів «ЛНР» — зазнав смертельного поранення. Бій, у ході якого застосовувалася стрілецька зброя, тривав 45 хвилин.
11 червня 2015 року похований у селі Дермань Друга. В Здолбунові, Здовбиці, Уїздцях, Кунині тіло Андрія люди стрічали на колінах. До Дермані траурна колона під'їхала, коли вже сутеміло. Люди запалили свічечки, біля школи прощали учні, біля монастиря — черниці Московського патріархату.
Без Андрія лишились мама, сестра, дружина, двоє маленьких синів — 2011 і 2014 р.н.

## Нагороди та вшанування
- Указом Президента України 9/2016 від 16 січня 2016 року — медаллю «За військову службу Україні» (посмертно)[1].
- 6 грудня 2015 року на фасаді Дерманського НВК «Загальноосвітня школа І ступеня–гімназія» відкрито меморіальну дошку Андрію Бріку.